# سان مارینو (شهر)
شهر سان مارینو (به انگلیسی: City of San Marino) پایتخت کشور سان مارینو است. منبع درآمد اصلی مردم شهر، صنعت گردشگری، ارسال محموله‌های پستی و کشاورزی است.

## جمعیت
طبق آمارگیری در سال ۲۰۰۳ این شهر دارای جمعیت بالغ بر ۴۴۹۳ نفر است.

## اماکن تاریخی و توریستی
سان مارینو شامل بناهای معروفی از جمله هتل دو ویل (L'hotel de ville)، موزه، سه قصر (یا برج) است که شهر را حفاظت می‌کرده‌است.
شهر سان مارینو در سال سه میلیون بازدید کننده دارد و به تدریج به عنوان یکی از مراکز توریستی شناخته شده‌است.
در این شهر بیش از هزار بوتیک وجود دارد که شامل تنوع بسیار وسیعی است.

## نگارخانه

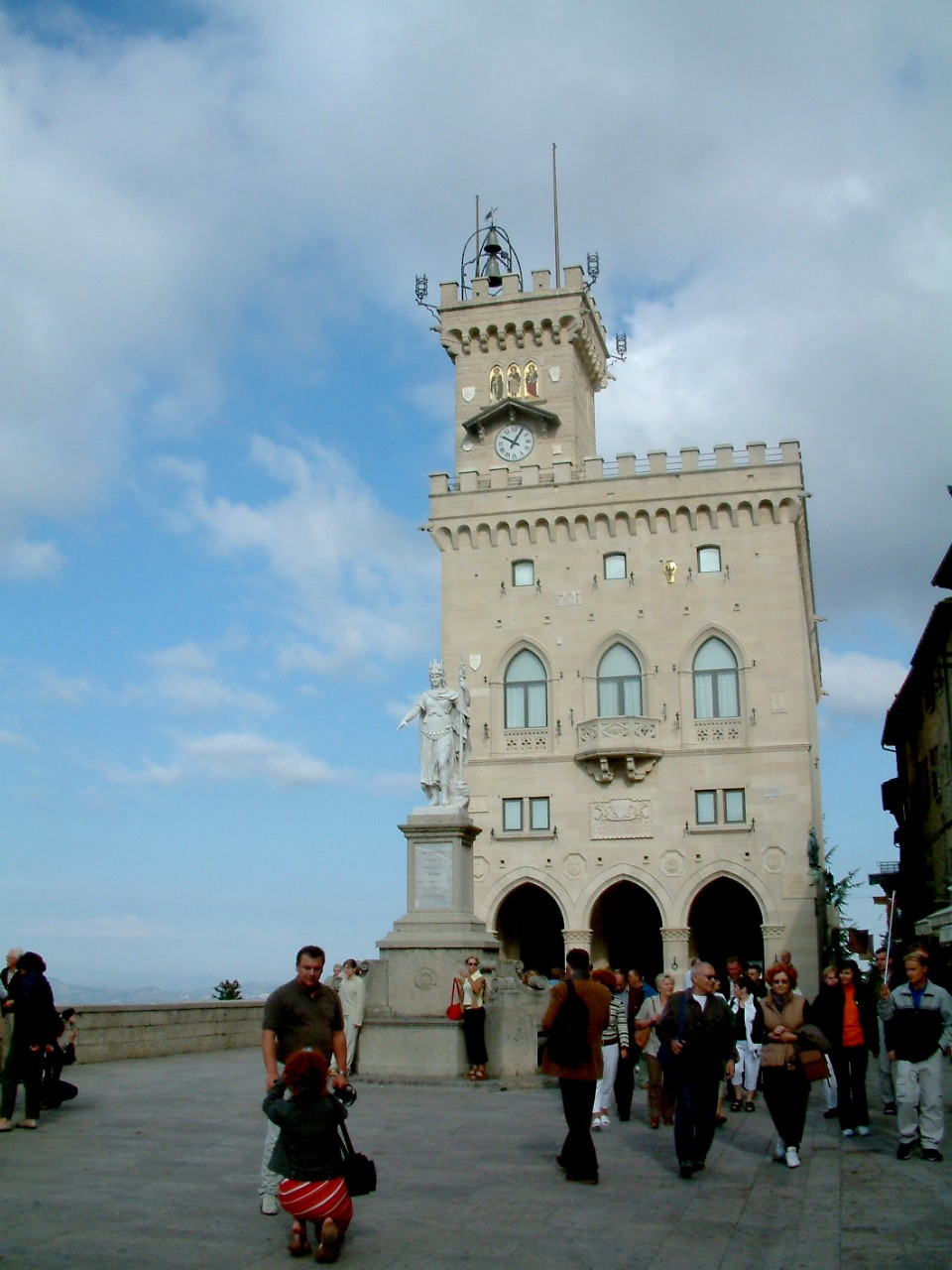
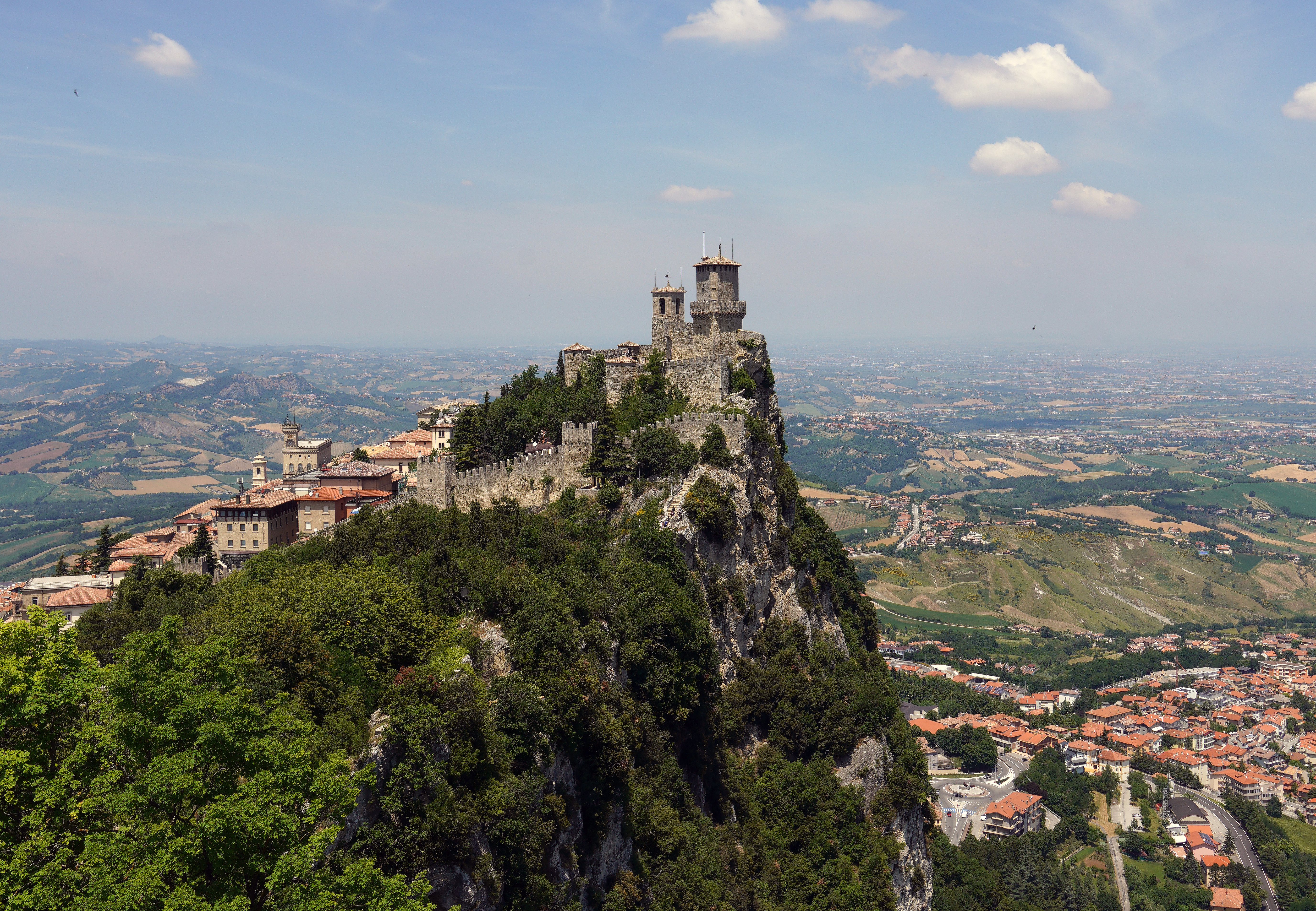
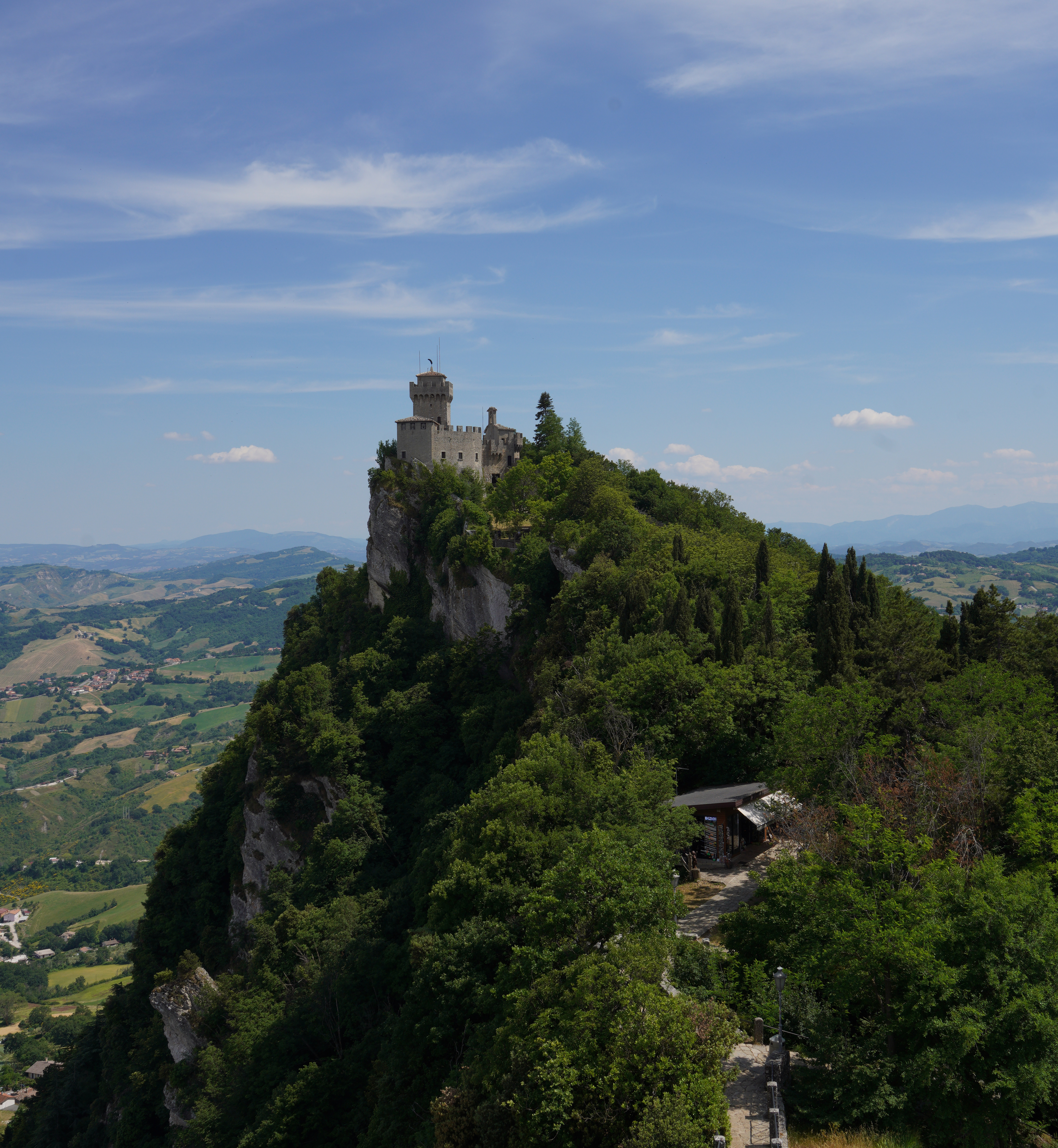
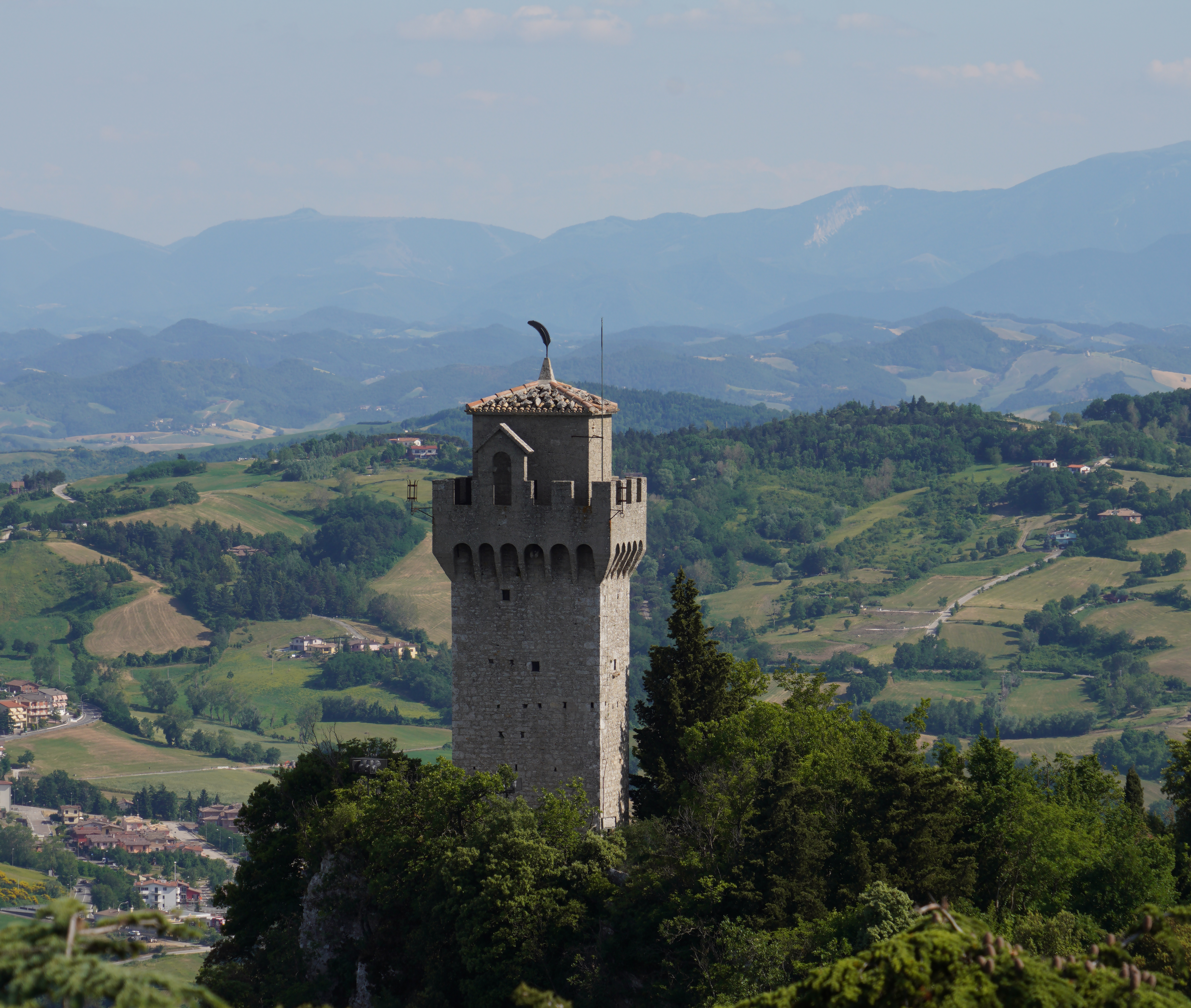